# Shuraboneura
Shuraboneura – wymarły rodzaj sieciarek z rodziny Parakseneuridae, obejmujący tylko jeden opisany gatunek: Shuraboneura ovata.
Rodzaj i gatunek typowy opisali w 2012 roku Aleksander Charmow i Władimir Makarkin. Opisu gatunku typowego dokonano na podstawie pojedynczej skamieniałości, odnalezionej w Saj-Sagul, w obwodzie oszyńskim, w Kirgistanie i datowanej na jurę wczesną lub jurę środkową. Ponadto z tej samej lokalizacji znana jest druga skamieniałość z tego rodzaju, niesklasyfikowana do żadnego gatunku z uwagi na zbyt dużą fragmentaryczność.
Owady te miały szeroko-owalne skrzydła przednie o szacowanej długości około 50 mm, szerokości 21–22 mm i gładkich krawędziach zewnętrznych. W ich użyłkowaniu zaznaczały się odseparowane w częściach wierzchołkowych żyłki tylna subkostalna i przednia radialna, wąskie na całej długości pole intrakubitalne oraz odgałęzienia tylnej żyłki medialnej i przedniej żyłki kubitalnej ustawione pod kątem do tylnej krawędzi skrzydła.